# 徐志一
徐志一（1933年—），男，浙江宁波人，中国流行病学家，曾任上海医科大学教授、博士生导师。